# Polnische Eishockeyliga 1967/68
Die Saison 1967/68 war die 33. Spielzeit der Eishockeyliga, der höchsten polnischen Eishockeyspielklasse. Meister wurde zum insgesamt fünften Mal in der Vereinsgeschichte GKS Katowice. ŁKS Łódź stieg in die 2. Liga ab.

## Modus
Die zehn Mannschaften bestritten zunächst eine gemeinsame Hauptrunde. Die sechs bestplatzierten Mannschaften der Hauptrunde qualifizierten sich für die Finalrunde, in der der Meister ausgespielt wurde. Die anderen vier Mannschaften spielten in der Abstiegsrunde um den Klassenerhalt, wobei der Letztplatzierte in die 2. Liga abstieg. Für einen Sieg erhielt jede Mannschaft zwei Punkte, bei einem Unentschieden gab es einen Punkt und bei einer Niederlage null Punkte.

## Mannschaften
| Baildon Katowice |

| Warszawa |

| GKS Katowice |

| Nowy Targ |

| Bydgoszcz |

| Łódź |

| Janów |

| Murcki |

| Toruń |

| KS Cracovia |

| Baildon Katowice |

| Warszawa |

| GKS Katowice |

| Nowy Targ |

| Bydgoszcz |

| Łódź |

| Janów |

| Murcki |

| Toruń |

| KS Cracovia |

## Finalrunde
|    | Klub                | Sp | Tore    | Punkte |
| -- | ------------------- | -- | ------- | ------ |
| 1. | GKS Katowice        | 46 | 215:99  | 73     |
| 2. | KS Pomorzanin Toruń | 46 | 177:147 | 53     |
| 3. | Podhale Nowy Targ   | 46 | 174:155 | 52     |
| 4. | Legia Warszawa      | 46 | 191:174 | 49     |
| 5. | Baildon Katowice    | 46 | 174:170 | 48     |
| 6. | Naprzód Janów       | 46 | 126:170 | 39     |

Sp = Spiele, S = Siege, U = unentschieden, N = Niederlagen, OTS = Overtime-Siege, OTN = Overtime-Niederlage, SOS = Penalty-Siege, SON = Penalty-Niederlage

## Abstiegsrunde
|     | Klub              | Sp | Tore    | Punkte |
| --- | ----------------- | -- | ------- | ------ |
| 7.  | Polonia Bydgoszcz | 42 | 172:174 | 39     |
| 8.  | Górnik Murcki     | 42 | 126:168 | 37     |
| 9.  | KS Cracovia       | 42 | 142:190 | 30     |
| 10. | ŁKS Łódź          | 42 | 133:183 | 24     |

Sp = Spiele, S = Siege, U = unentschieden, N = Niederlagen, OTS = Overtime-Siege, OTN = Overtime-Niederlage, SOS = Penalty-Siege, SON = Penalty-Niederlage